# Tragedia del Tarajal

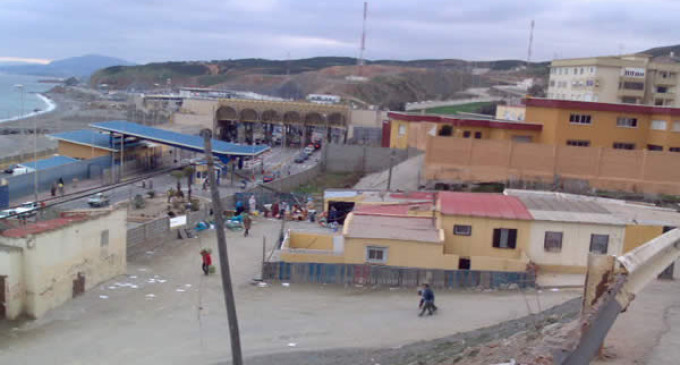
Paso fronterizo de El Tarajal entre Ceuta (España) y Castillejos (Marruecos)

La tragedia del Tarajal fue un intento de entrada por la frontera hispano-marroquí por inmigrantes irregulares sucedido el 6 de febrero de 2014 entre Ceuta (España) y Castillejos (Marruecos) en lo que se considera como uno de los sucesos de mayor gravedad del fenómeno migratorio en España.

## Hechos

Mapa de las rutas de emigración irregular desde África a Europa, con punto de entrada en España a través de Ceuta y Melilla, por el Mediterráneo o Canarias.

El jueves 6 de febrero de 2014 se produjo el intento por parte de 200 y 300 inmigrantes de cruce a nado de la frontera hispano marroquí entre Ceuta y Castillejos por la playa del Tarajal. 
Aproximadamente noventa de esas personas llegaron a alcanzar la zona fronteriza ubicada en la playa del Tarajal. Cincuenta y seis agentes de la Guardia Civil española les repelieron, mientras muchos seguían en el agua, tratando de evitar que llegaran a tierra firme mediante el uso de la fuerza y elementos antidisturbios como balas de goma, salvas detonadoras y botes de humo.Al menos catorce personas murieron ahogadas. Otras veintitrés llegaron a tierra, pero fueron devueltas de manera irregular desde la propia playa, atravesando la valla fronteriza, sin pasar por ningún procedimiento formal.
Los cuerpos se encontraron tanto en las playas de Ceuta como en las de Castillejos. La Gendarmería marroquí reclamó a los veintitrés inmigrantes irregulares que llegaron a la playa de Ceuta, en lo que se conoce como devoluciones en caliente.

## Repercusión

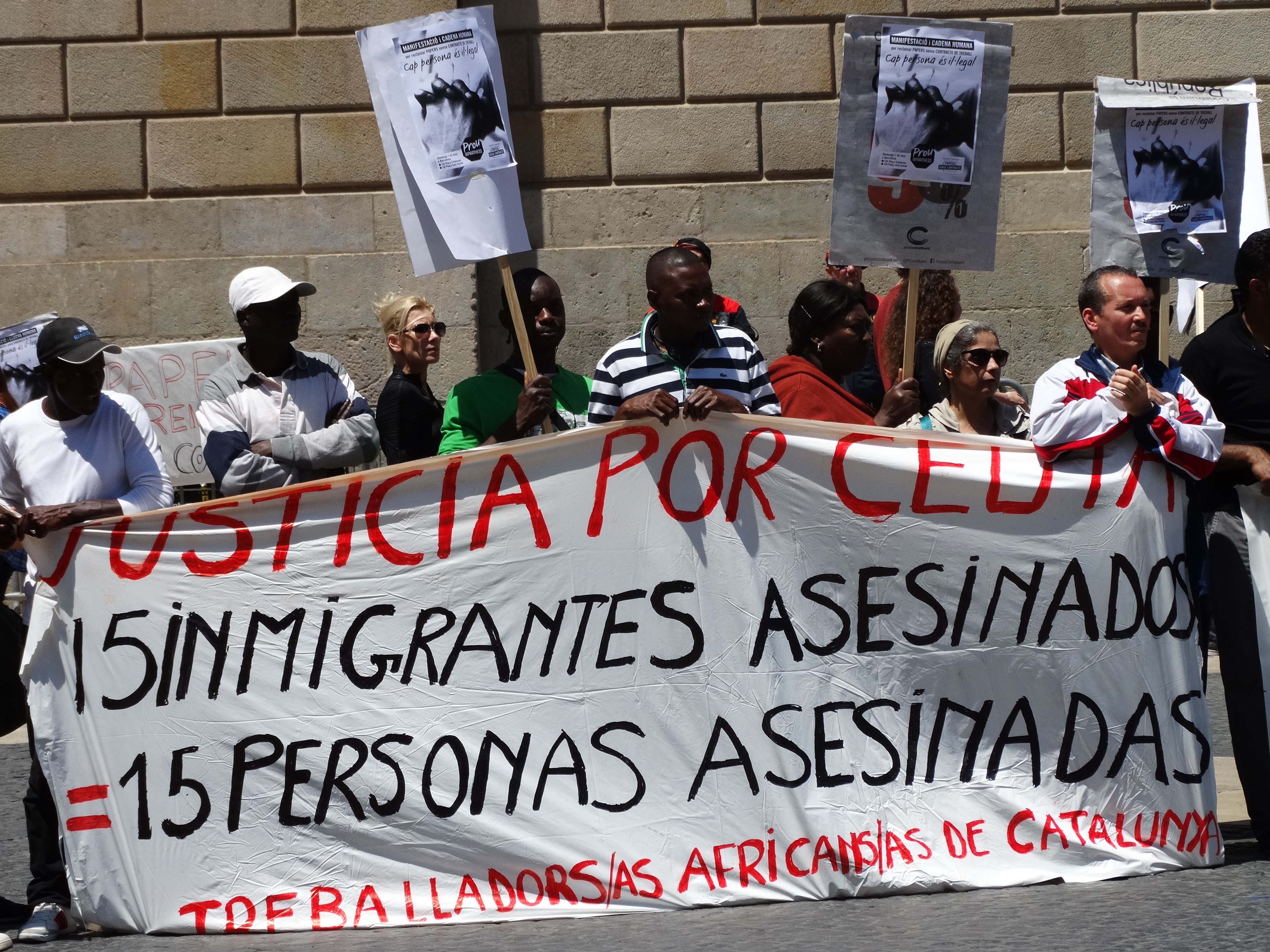
Protesta en Barcelona por las muertes de inmigrantes en Ceuta en junio de 2014

Algunas ONG como Coordinadora de Barrios, Comisión Española de Ayuda al Refugiado y Observatori DESC respaldaron la actuación de los inmigrantes irregulares. La Comisión Española de Ayuda al Refugiado emprendió acciones legales para exigir, a lo largo de los años y ante varias instancias, responsabilidades a los agentes de la Guardia Civil con acusaciones por delitos de homicidios imprudentes, lesiones dolosas y denegación de auxilio.

## Consecuencias
El presidente del Gobierno de España, Mariano Rajoy, valoró positivamente la intervención de la Guardia Civil. 
Todas las causas judiciales que investigaron la adecuación del uso del material para frustrar la tentativa y dispersar a los asaltantes (balas de goma o botes de humo) fueron archivadas, exonerando a los agentes de cualquier responsabilidad.
El ministerio del Interior finalmente no llevó a cabo el proyectó el alargamiento del espigón de la playa con efecto disuasorio ante la amenaza de nuevos intentos de cruce ilegal de fronteras.